# Макилрави, Линкольн
Линкольн Макилрави (англ. Lincoln Paul McIlravy, род. 17 июля 1974, Рапид-Сити, Южная Дакота) — американский борец вольного стиля, победитель Игр доброй воли, чемпион Панамериканских игр, обладатель Кубка мира, призёр чемпионатов мира, бронзовый призёр летних Олимпийских игр 2000 года в Сиднее.

## Карьера
Выступал в полусредней весовой категории (до 69 кг). В 1998 году стал победителем Игр доброй воли. Обладатель Кубка мира 1998—2000 годов. Победитель Панамериканских игр 1999 года в Виннипеге. Серебряный (1999) и бронзовый (1998) призёр чемпионатов мира.
На Олимпиаде 2000 года в Сиднее Макилрави победил нигерийца Ибо Озити, турка Юксела Шанли, молдаванина Ивана Дьякону, но проиграл канадцу Даниэлю Игали, ставшему чемпионом этой Олимпиады. В утешительной схватке американец победил белоруса Сергея Демченко и завоевал олимпийскую бронзу.